# The Grand Vizier's Garden Party
The Grand Vizier's Garden Party è un brano musicale dei Pink Floyd, scritto dal batterista Nick Mason (l'unico assieme a Speak to Me ad essere accreditato interamente a lui). Il nome si riferisce al Gran Visir dell'Impero ottomano che era il primo ministro del Sultano. È l'ultima traccia dell'album Ummagumma del 1969.

## Struttura
Il brano è diviso in tre parti: la prima (Entrance), la seconda (Entertainment) e la terza (Exit). Mentre la prima e la terza parte sono costituite da un assolo di flauto (suonato dalla futura moglie di Nick, Lindy Mason), "Entertainment" è formata da assoli di timpani e batteria e, in seguito, da loop di rulli eseguiti su vari componenti della batteria.

## Formazione
- Nick Mason : batteria, percussioni.
- Lindy Mason: flauti.